# شريك (فلم)
شريك (بالإنجليزية: Shrek) هو فلم رسوم متحركة فاز بجائزة الأوسكار لأفضل فلم رسوم متحركة لعام 2001.، قامت شركة دريم وركس انيميشن بتنفيذ الرسوم وبتوزيعه، وهو من إخراج أندرو أدامسون وفيكي جونسون. شريك هو أول فلم يفوز بجائزة الأوسكارلأفضل فلم صور متحركة حيث استحدثت هذه الفئة عام 2001.استند في قصته على رواية خيالية كتبها المؤلف البريطاني ويليام ستيغ عام 1990 تحمل نفس الاسم.

## القصة
شريك فلم رائع مكون من عدة اجزاء مناسب لكل الاعمار حصل على جائزة أفضل فلم كرتوني لعام 2001 اقتبس الفكرة من رواية لكاتب كانت بنفس الاسم

## روابط خارجية
- شريك على موقع IMDb (الإنجليزية)
- شريك على موقع ميتاكريتيك (الإنجليزية)
- شريك على موقع الموسوعة البريطانية (الإنجليزية)
- شريك على موقع روتن توميتوز (الإنجليزية)
- شريك على موقع نتفليكس (الإنجليزية)
- شريك على موقع قاعدة بيانات الأفلام العربية
- شريك على موقع ألو سيني (الفرنسية)
- شريك على موقع Turner Classic Movies (الإنجليزية)
- شريك على موقع أول موفي (الإنجليزية)
- شريك على موقع بوكس أوفيس موجو (الإنجليزية)